# Gridistor
Der Gridistor ist eine Variante des Sperrschichtfeldeffekttransistors mit vielen Kanälen, die durch gitterförmig angeordnete Gate-Elektroden entstehen. Verschiedenste Aufbauformen des vom Tecnetron (auch Fieldtron genannt) abgeleiteten Gridistors wurden erstmals 1964 von S. Teszner beschrieben.

## Aufbau und Funktionsweise
Im Folgenden wird eine Gridistor mit vertikalen, das heißt senkrecht durch das Substrat, verlaufendem n-Kanal beschrieben. Ausgangslage ist hochdotiertes n-leitfähigen Silizium-Substrat auf das zunächst eine Siliziumdioxidschicht erzeugt wird (thermische Oxidation von Silizium oder chemische Gasphasenabscheidung). Diese wird anschließend strukturiert, das heißt, lokal in Form eines bestimmten Musters entfernt und dient als Maskierung für die anschließende Gasphasendiffusion von Bor in das Substrat. Die entstehenden gitterförmigen hochdotierten p-leitfähigen (p+) Gebiete – wovon sich der Name Gridistor ableitet (engl. grid = dt. Gitter) – bilden später das Gate und werden von einem ebenso dotierten Bereich eingerahmt (notwendig für die Kontaktierung des Gates). Anschließend erfolgt, wie beim einige Jahre zuvor entwickelten Epitaxialtransistor, die epitaktische  Abscheidung eine schwachdotierte n-leitfähige Schicht(1–2 Ω·cm), wodurch das Gate-Gitter nun unterhalb der Oberfläche liegt („vergraben“). Abschließend folgen zwei weitere Diffusionsschritte. Zum einen eine weitere Bor-Diffusion quer durch die epitaktische Schicht, um den vergrabenen Rahmen des Gate-Gitters zu kontaktieren, zum anderen eine Phosphor-Diffusion, um am oberflächennahen Bereich der epitaktischen Schicht einen hochdotierten n-leitenden Bereich für den Source- bzw. Drain-Anschluss zu erzeugen (vgl. ohmscher Kontakt). Der andere Source- bzw. Drain-Anschluss befindet sich an der Rückseite des hochdotierten Substrats und bedarf keiner zusätzlichen Erzeugung eines hochdotierten Bereichs. Während des zweiten und dritten Diffusionsschritt findet verändert sich auch das Dotierungsprofil der vergrabenen p+-dotierten Bereiche. Durch entsprechende Prozessführung kann im Optimalfall ein näherungsweise kreisförmiger Querschnitt der p+-Gebiete erreicht werden.
Das Funktionsprinzip eines Gridistors entspricht dem eines normalen Sperrschichttransistors (vgl. Funktion im Artikel Sperrschicht-Feldeffekttransistor), mit der Ausnahme, dass es nicht nur ein Kanal von Source zu Drain existiert, sondern eine Vielzahl. Wird die Gate-Elektrode nicht mit einer negativen Spannung belegt sind die Kanäle offen und das Verhalten entspricht dem eines ohmschen Widerstands. Wird die gitterförmige Gate-Elektrode hingegen mit einer negativen Spannung belegt, weitet sich radial um die pn-Übergänge zum Substrat eine Raumladungszone (RLZ) aus und engt die Kanäle ein (im englischen centripetal striction bezeichnet). Bei niedrigen Spannungen bleibt der Kanal jedoch leitfähig, da das Potential entlang der Symmetrieachse zwischen den Gate-Elektroden den Wert Null hat. Erst aber eine bestimmten Spannung wird der Kanal abschnürt (engl. pinch-off) und ist damit nicht mehr leitfähig. In diesem Fall berühren sich die beiden Raumladungszonen und es bildet sich zwischen Source- und Drain zwei pn-Übergänge, die den Stromfluss blockieren.

## Eigenschaften
Laut Teszner soll der Gridistor  Vorteile damaliger Feldeffekt- und Bipolartransistoren, die auf der Injektion von Minoritätsladungsträgern (wie der Bipolartransistor) basieren, vereinen. So soll der feldgesteuerte Gridistor die Steilheit, Arbeitsfrequenz und Ausgangsleistung von damaligen Bipolartransistoren entsprechen.

## Andere Bezeichnungen und ähnliche Bauelemente
Teszner et al. beschreiben in ihren Artikeln und Patenten diverse Aufbauvarianten eines Gridistors. Dabei wird der Verlauf des Kanals, die Querschnittsform der gitterförmigen Gate-Elektroden oder die Art und Weise, wie die Gate-Elektrode angeschlossen wird, variiert.
Darüber hinaus finden sich auch in der Literatur eine Vielzahl ähnlicher Bauelemente, wie den feldgesteuerten Thyristor (engl. field-controlled thyristor, FCTh, genauer Buried-Gate-FCTh), field-terminated diode (FTD), static-induction thyristor (SITh) oder static-induction transistor (SIT) sollen ebenfalls dem Gridistor entsprechen. Die Detailbeschreibungen weichen aber hinsichtlich der eingesetzten Dotierzonen bzw. -profilen mitunter ab und es ist unklar, ob diese zwangsläufig die für den Gridistor charakteristische Gitterstruktur nutzen.

## Patente
- Patent  US3274461: High frequency and power field effect transistor with mesh-like gate structure. Veröffentlicht am 20. September 1966, Erfinder: Stanislas Teszner.‌
- Patent  US3176192: Integrated circuits comprising field-effect devices. Veröffentlicht am 30. März 1965, Erfinder: Rene C. Sueur, Stanislas Teszner.‌
- Patent  US3497777: Multichannel field-effect semi-conductor device. Veröffentlicht am 24. Februar 1970, Erfinder: Stanislas Teszner.‌